# Pomponia Graecina
Pomponia Graecina, morte en 83 apr. J.-C., est une femme de la noblesse romaine du ier siècle, apparentée à la dynastie impériale julio-claudienne. Elle est connue surtout comme une des rares personnalités à avoir osé porter publiquement le deuil d'une parente tuée par l'Empereur.
Il est possible qu'elle ait été chrétienne.

## Biographie

### Famille
Pomponia était probablement la fille de Caius Pomponius Graecinus, consul suffect en 16 apr. J.-C. et correspondant d'Ovide, et d'Asinia, fille de Caius Asinius Gallus.
Le père d'Asinia, Caius Asinius Gallus, était consul en 8 av. J.-C. et sa mère Vipsania était la fille du général et homme politique Marcus Vipsanius Agrippa, épouse de l'Empereur Tibère, mère de Drusus le Jeune et demi-sœur, par le mariage de son père avec Julia, fille de l'Empereur Auguste, d'Agrippine l'Ainée, mère de l'Empereur Caligula, et d'Agrippine la Jeune, épouse de Claude et mère de Néron. Pomponia était donc la cousine de Caligula et de Néron.
Elle était l'épouse d'Aulus Plautius, le général qui a mené la conquête romaine de la Grande-Bretagne en 43 apr. J.-C. Un autre Aulus Plautius, amant supposé d'Agrippine la Jeune qui l'encourageait à revendiquer le trône impérial, a été assassiné par Néron. C'était peut-être leur fils.

### Vie
En 43 apr. J.-C., Julia Drusi, la cousine de Pomponia, fille de son oncle Drusus Julius Caesar, a été exécutée sur ordre de l'Empereur Claude, sur demande de l'Impératrice Messaline. Pomponia a porté son deuil publiquement pendant quarante jours défiant l'Empereur sans encourir de sanction, certainement du fait de la popularité militaire de son mari. Tacite décrit sa vie comme longue et triste, peut-être à cause du meurtre de son fils et de plusieurs autres membres de sa famille par la famille impériale.
En 57, elle fut accusée de pratiquer une « superstition étrangère ». Il est possible qu'elle était chrétienne. Conformément à la loi romaine, elle a été jugée par son mari devant sa famille et acquittée. Elle est décédée en 83.
Des inscriptions dans la catacombe romaine de Saint-Callixte, à Rome, montrent que d'autres membres de la famille de Pomponia étaient chrétiens dès le siècle suivant. L'archéologue Battista de Rossi l'identifie à Sainte Lucine, et suggère que Lucine était son nom de baptême. Sainte Lucine aurait enterré les corps de Saint Martinien et de Saint Processus, deux gardes de la Prison Mamertine convertis par l'Apôtre Pierre, après leur martyre. Elle est célébrée le 30 juin par l'Eglise catholique.

## Fiction
Le personnage de Pomponia apparaît dans le roman Quo Vadis, de Henryk Sienkiewicz, ainsi que dans son adaptation au cinéma (interprétée par Nora Swinburne). Alors que dans le roman, seule son épouse Pomponia est chrétienne, ce que son mari ignore, dans le film, Plautinus l'est également (historiquement, Pomponia l'a peut-être été, mais son mari ne l'était certainement pas).